# محوطه جوسر طیولا بالا
محوطه جوسر طیولا بالا مربوط به دوران‌های تاریخی پس از اسلام است و در شهرستان رودسر، بخش رحیم آباد، روستای طیولابالا واقع شده و این اثر در تاریخ ۲ بهمن ۱۳۸۲ با شمارهٔ ثبت ۱۰۷۴۵ به‌عنوان یکی از آثار ملی ایران به ثبت رسیده‌است.